# Gandalfus
Gandalfus is een geslacht van kreeftachtigen uit de klasse van de Malacostraca (hogere kreeftachtigen).

## Soorten
- Gandalfus puia McLay, 2007
- Gandalfus yunohana (Takeda, Hashimoto & Ohta, 2000)